# Charly (bande dessinée)
Pour les articles homonymes, voir Charly.
 (février 2012).
Si vous disposez d'ouvrages ou d'articles de référence ou si vous connaissez des sites web de qualité traitant du thème abordé ici, merci de compléter l'article en donnant les références utiles à sa vérifiabilité et en les liant à la section « Notes et références ».
Charly est une série de bande dessinée fantastique franco-belge dessinée par Magda (Magda Seron), scénarisée par Denis Lapière, publiée le 25 avril 1990 dans le journal Spirou no 2715 et éditée le 30 janvier 1991 par les éditions Dupuis dans la collection « Repérages ».

## Description

### Résumé
La série raconte l'histoire d'un enfant confronté à des phénomènes surnaturels.
Le premier cycle (tomes 1 à 4) tourne autour de la relation de Charly, six ans, avec son vaisseau du Captain Foudre. Doté d'une vie propre, le jouet met ses pouvoirs démesurés au service des caprices de l'enfant. Un peu à part, le tome 2 narre les étranges cataclysmes qui s'abattent sur l'île où séjournent Charly et ses parents. Dans les tomes 3 et 4, l'armée veut s'emparer de Charly pour contrôler le Captain Foudre.
Dans le deuxième cycle (tomes 5 à 7), Charly a huit ans. Il est hanté par les fantômes des victimes d'un tueur en série. Tandis qu'il est traqué par le tueur, le mystérieux lien qui les unit est peu à peu dévoilé.
Dans les albums suivants, Charly apprend à vivre avec le "don" qui fait de lui un adolescent à part. Mêlant passé, présent et futur, ses visions lui révèlent les plus terribles moments des lieux qu'il visite ou des personnes dont il croise la route, sans lui donner les moyens de leur venir en aide.

### Personnages

#### Charly et sa famille
- Charly Lasalle : Il est né en 1985, il a six ans dans le premier album, dix-sept ans dans le treizième album. Enfant, il se retrouve avec un jouet aux pouvoirs fantastiques. À la disparition du jouet, Charly reçoit des pouvoirs qui lui permettent de voir le passé et même l'avenir. D'enfant capricieux voire colérique, il deviendra un adolescent calme et solitaire. Toujours aidé par sa mère, Catherine, et conseillé par son père décédé qui lui apparaît régulièrement.
- Catherine Lasalle : Elle est la mère de Charly. Elle l'aide à surmonter les épreuves. Veuve de Patrick, elle refera sa vie avec Jacques.
- Patrick Lasalle : Il est le père de Charly, qui lui offre le vaisseau du Cap'tain Foudre. En voyage d'affaires dans le premier album, il est tué par un crabe géant dans le deuxième album. Son fantôme apparaît ensuite régulièrement à Charly pour le conseiller.
- Jacques Luthier : Le second compagnon de Catherine à partir du cinquième album. Homme d'affaires, il possède deux magasins (l'un est celui de Pierre-Édouard). Il aide régulièrement Charly pour lequel il est un second père.

#### Personnages-clés
- Cap'tain foudre (tomes 1,2,3,4 et 7) : Le jouet, réplique du vaisseau du Cap'tain Foudre, doté d'une vie propre et possédant un pouvoir destructeur.
- William Van't'schip (tomes 5, 6 et 7) : Il est un plongeur et est devenu le tueur, il a participé au sauvetage du sous-marin russe et c'est un ancien militaire de la marine néerlandaise. Il possède des pouvoirs du Captain Foudre et il est immortel, mais il sera vaincu à la fin.
- Amélie (tome 8) : Une orpheline, fragile à la suite du décès de ses parents dans un incendie, elle est élevée par sa tante, madame Lebecq. Charly garde contact avec elle par courriel dans le neuvième tome.
- Ange (tome 10) : La petite amie de Charly. Elle erre depuis des années pour venger sa famille. Son vrai nom est Angèle. Elle est immortelle, mais, à la fin elle se change en cendre.
- Pierre-Édouard (tomes 12 et 13) : Le créateur de la marque de prêt à porter Eagle-Eye, associé de Jacques. Et il est le meurtrier des filles de l'est et il est au service en corruption d'un réseau de prostitution. Il sera tué par Charly qui utilise le pouvoir du captain foudre.
- Le psy (tome 3) : Il cherche à aider Charly.
- Le Colonel Henrik et ses militaires (tomes 2 et 3) : Ils cherchent à capturer Charly et le Cap'tain foudre.
- Le poseur de bombe (tome 9) : Il cherche à faire sauter la cathédrale de Cracovie. Dès qu'il voit les fantômes du passé il est effrayé et se jette dans le canal. On ne sait pas quel est son sort, soit retrouvé et placé en garde à vue, soit mort par noyade.
- Le tortionnaire d'Ange (tome 10) : Il a maltraité Ange et il sera tué par celle-ci, de même que sa descendance tuée un par un.
- Les anciens Égyptiens (tome 11) : Ils sont des connaissances ou des ennemis de Sani.
- Les fantômes (tome 5) : Certaines personnes sont des anciens victimes (voir les tomes 1, 3 et 4) du captain foudre qui accusent Charly d'être responsable de leur décès.
- Les fantômes des enfants (tome 7) : Ils sont les esprits du captain foudre et celui de William Van't'schip le tueur. Ils veulent garder de force l'esprit de Charly, mais le fantôme du père de ce dernier s'est intervenu, l'esprit de Charly réussit de s'échapper.

#### Les amis de Charly
Charly a du mal à se faire des amis. Quelques-uns font pourtant une apparition.
- Max, Fred et Pierre (tome 1) : Les petits voisins.
- Astrid (tome 2) : La copine néerlandaise.
- Laurent et Chris(tomes 10 et 11) : Les amis de Charly, les deux frères ont perdu récemment leur père.
- Perrine (tomes 10 et 11) : Une amie.
- Valentine (dite Val) (tomes 12 et 13) : La petite amie de Charly, elle s'enfuit avec lui lorsqu'il est soupçonné de meurtres.

#### Autour de Charly
- Anne (tomes 3 et 4) : La vieille copine de Catherine, complice de sa fuite dans le treizième tome.
- Claude (tomes 3 et 4) : Un ami de Catherine, styliste.
- Docteur Ringlet (tomes 3 et 4) : Le psychiatre de Charly, collabore avec l'armée dans le quatrième tome. Il sera touché par les militaires et restera paralysé à vie.
- Commissaire Renard (tomes 5, 6 et 7) : Le policier belge.
- Erwin Vandaele (tomes 6 et 7) : Le policier néerlandais, il enquête sur une série de meurtres. Il a perdu sa femme et ses enfants.
- Tonton Freddy (tomes 6 et 7) : Le clochard bruxellois, il n'est pas effrayé par le surnaturel et aide Charly à trouver un vaisseau du Cap'tain Foudre.
- Le gitan (tome 8) : Il est le sauveur d'Amélie du mini bus et est accusé du meurtre des jeunes et sa caravane est vandalisée et incendiée. Plus tard, il disparaît et il est muet.
- Sani (tome 11) : Elle vient du passé et demande de l'aide à Charly.
- La grand-mère de Jacques (tome 9) : Elle vit à Cracovie.
- Les voisins néerlandais (tome 2) : C'est la famille d'Astrid.

## Analyse
Pour le vaisseau du Capt'ain Foudre, C'est Olivier Wozniak, le compagnon de Magda, qui a fabriqué le modèle réduit à partir d'éléments hétéroclites : carton, bouchons, débris de jouets, etc.. Dans le deuxième tome, Charly utilise des Lego Espace pour construire un vaisseau proche de celui du Capt'ain Foudre. Le résultat est une version légèrement modifiée du vaisseau principal de la police de l'espace, le Mission commander.
Toutes les couleurs des albums sont réalisées par le studio « Cerise », à l'exception du deuxième tome mis en couleurs par Catherine Gillain et Frédéric Daminet.

## Note
La série n'aura pas de tome 14.

## Publications

### Périodiques
Spirou
- Jouet d'enfer, no 2715 du 25 avril au no 2725 du 4 juillet 1990
- L'Île perdue, no 2788 du 18 septembre au no 2800 du 11 décembre 1991
- Le Réveil, no 2863 du 24 février au no 2870 du 14 avril 1993
- Le Piège, no 2908 du 5 janvier au no 2928 du 25 mai 1994
- Cauchemars, no 3003 du 1er novembre 1995 au no 3013 du 10 janvier 1996
- Le Tueur, no 3049 du 18 septembre au no 3057 du 13 novembre 1996
- Messages d'outre-temps, no 3253 du 16 août au no 3265 du 8 novembre 2000
- Une vie éternelle, no 3460 du 4 août au no 3467 du 22 septembre 2004

### Albums
- 1 Jouet d'enfer, Dupuis, « Repérages », 1991
Scénario : Denis Lapière - Dessin : Magda - Couleurs : Jean-Philippe Stassen - (ISBN 2-8001-1814-8)
- 2 L'Île]3=Denis Lapière, Dupuis, « Repérages », 1992
- 3 Le Réveil]3=Denis Lapière, Dupuis, « Repérages », 1993
- 4 Le Piège, Dupuis, « Repérages », 1994
Scénario : Denis Lapière - Dessin : Magda - Couleurs : Cerise - (ISBN 2-8001-2133-5)
- 5 Cauchemars, Dupuis, « Repérages », 1996
Scénario : Denis Lapière - Dessin : Magda - Couleurs : Cerise - (ISBN 2-8001-2255-2)
- 6 Le Tueur, Dupuis, « Repérages », 1997
Scénario : Denis Lapière - Dessin : Magda - Couleurs : Cerise - (ISBN 2-8001-2423-7)
- 7 L'Innocence[2], Dupuis, « Repérages », 1998
Scénario : Denis Lapière - Dessin : Magda - Couleurs : Cerise - (ISBN 2-8001-2629-9)
- 8 Les Yeux de feu, Dupuis, « Repérages », 1999
Scénario : Denis Lapière - Dessin : Magda - Couleurs : Scarlett - (ISBN 2-8001-2847-X)
- 9 Messages d'outre-temps, Dupuis, « Repérages », 2000
Scénario : Denis Lapière - Dessin et couleurs : Magda - (ISBN 2-8001-2980-8)
- 10 Ange[3], Dupuis, « Repérages », 2002
Scénario : Denis Lapière - Dessin : Magda - Couleurs : Céline Puthier - (ISBN 2-8001-3147-0)
- 11 Une vie éternelle, Dupuis, « Repérages », 2004
Scénario : Denis Lapière - Dessin : Magda - Couleurs : Magda et Céline Puthier - (ISBN 2-8001-3526-3)
- 12 Assassin !, Dupuis, « Repérages », 2006
Scénario : Denis Lapière - Dessin : Magda - Couleurs : Magda, Céline Puthier et Laurence Trouvé - (ISBN 2-8001-3703-7)
- 13 Une vie d'enfer, Dupuis, « Repérages », 2007
Scénario : Denis Lapière - Dessin : Magda - Couleurs : Angélique Césano - (ISBN 978-2-8001-3928-9)

### Intégrales
- 1 Charly, l'intégrale 1, Dupuis, « Grand public », 2013
Scénario : Denis Lapière - Dessin : Magda - (ISBN 978-2-8001-5887-7)
- 2 Charly, l'intégrale 2, Dupuis, « Grand public », 2014
Scénario : Denis Lapière - Dessin : Magda - (ISBN 978-2-8001-6093-1)
- 3 Charly, l'intégrale 3, Dupuis, « Grand public », 2015
Scénario : Denis Lapière - Dessin : Magda - (ISBN 978-2-8001-6346-8)

## Adaptation cinématographique
En 2005, le réalisateur Cédric Kahn réalise L'Avion, adaptation librement inspirée des quatre premiers tomes des aventures de Charly. Même si Denis Lapière est associé au scénario, elle est très différente des albums originaux, plus féérique et moins sombre. Le personnage Charly est interprété par Roméo Botzaris, aux côtés d'Isabelle Carré et de Vincent Lindon dans les rôles de ses parents Catherine et Patrick.

### Documentation
- Nicolas Anspach, « Denis Lapière : « L’adaptation cinématographique de Charly est en tournage ! » (interview) », sur Actua BD, 12 août 2004.
- Charles-Louis Detournay, « Magda (Secrets, Charly) : « J’aime évoquer les sentiments exacerbés de mes personnages » (interview) », sur Actua BD, 7 septembre 2013.